# Лапшинка (Калужская область)
Лапшинка — деревня на реке Стародомна в Боровском районе Калужской области в составе сельского поселения «Село Совхоз Боровский». На 2019 год в Лапшинке числится 18 улиц. Расположено примерно в 15 километрах (по шоссе) на юго-восток от райцентра, высота центра селения над уровнем моря — 153 м.

## Население
| 2002 | 2010 |
| ---- | ---- |
| 117  | ↗130 |